# بيلاش نيكولوف
بيلاش نيكولوف (بالمجرية: Nikolov Balázs)‏ هو لاعب كرة قدم مجري في مركز الدفاع، ولد في 4 يوليو 1977 في Bonyhád ‏ في المجر. شارك مع منتخب المجر لكرة القدم. أما مع النوادي، فقد لعب مع غيور تورنا أوزتالي ونادي دبرتسني ونادي دوناويفاروش ونادي فاساس.

## وصلات خارجية
- بيلاش نيكولوف على موقع قاعدة بيانات كرة القدم.إي يو (الإنجليزية)
- بيلاش نيكولوف على موقع ناشيونال فوتبول تيمز (الإنجليزية)
- بيلاش نيكولوف على موقع Soccerway.com (الإنجليزية)
- بيلاش نيكولوف على موقع عالم كرة القدم.نت (الإنجليزية)